# Tribute (Lied)
Tribute ist ein Lied der US-amerikanischen Rock-Band Tenacious D.

## Hintergrund
Tribute wurde 2001 auf dem Album Tenacious D veröffentlicht. 2002 war es das am meisten gewünschte Musikvideo bei Kerrang! TV, obwohl der Titel nicht als Single veröffentlicht worden war. Thematisch ist das Lied laut Tenacious D eine Hommage an den von ihnen verfassten besten Song der Welt, den sie allerdings vergessen haben. Im Film Kings of Rock – Tenacious D treten sie gegen den Teufel in einem sogenannten Rock-Off an. Dieses Lied (We are the D) wird zum Ende des Films als der „beste Song der Welt“ honoriert und bezieht sich somit auf Tribute. Der Film beantwortet somit die Frage nach der Begebenheit, die Tribute zu Grunde liegt. Am Ende des Films sagen die Protagonisten, als sie das Lied auf Band aufnehmen wollen, sie hätten es vergessen.
Im Laufe der Zeit hat sich das Lied mehrmals verändert, die Originalversion weist jedoch auf das Lied Stairway to Heaven von Led Zeppelin als „besten Song der Welt“ hin, da die Melodie und Gitarrenpassagen in Teilen ähnlich sind. Außerdem hat sich Jack Black mehrfach dahingehend geäußert, dass Led Zeppelin seiner Meinung nach die beste Band der Welt ist.

## Video
Am Ende des Videos zu Tribute laufen Ben Stiller und Liam Lynch, der Regisseur des Videos, vor dem Aufnahmestudio durch das Bild.

## Sonstiges
2010 versuchten Fans, den Song Tribute durch Absprachen in sozialen Netzwerken erneut in die Charts zu bringen. Auslöser dafür war, dass der Sieger Mehrzad Marashi von Deutschland sucht den Superstar nicht an die Spitze der Charts gelangen sollte. Damit das alte Lied jedoch überhaupt für die Charts zugelassen worden wäre, hätte das Label Sony es neu anmelden müssen. Da Sony allerdings auch für die Veröffentlichung der DSDS-Sieger zuständig ist, verzichtete das Unternehmen darauf. Stattdessen wurde für diese Aktion Stairway to Heaven von Led Zeppelin verwendet.